# Laurgain
Laurgain es una entidad de población española del municipio de Aya, perteneciente a la provincia de Guipúzcoa, en la comunidad autónoma del País Vasco.

## Historia
Hacia mediados del siglo XIX, el lugar, ya por entonces perteneciente a Aya, tenía contabilizada una población de 108 habitantes. Aparece descrito en el décimo volumen del Diccionario geográfico-estadístico-histórico de España y sus posesiones de Ultramar de Pascual Madoz con las siguientes palabras:

LAURGAIN: barrio en la prov. de Guipúzcoa, part. jud. de Azpeitia, dióc. de Pamplona, ayunt. de Aya, á cuya parte está sit. Tiene sobre 26 cas., y la igl. parr. (San Miguel) de entrada, servida por un rector y un beneficiado.
(Madoz, 1847, p. 101)

En 2022, tenía empadronados 69 habitantes.